# Julia Ward Howe
Julia Ward Howe (27 maj 1819 – 17. oktober 1910) var en fremtrædende amerikansk abolitionist, social aktivist og digter mest berømt som forfatter til "The Battle Hymn of the Republic."

## Biografi
Født Julia Ward i New York City, hun var det fjerde af syv børn til Samuel Ward (1. maj 1786 – November 27, 1839) og Julia Rush Cutler.
Blandt hendes søskende var Samuel Cutler Ward. Hendes far var en velhavende bankmand. Hendes mor, barnebarn af William Greene (16. august, 1731 – 30. november 1809), guvernør af Rhode Island og hans kone Catharine Ray, døde da Julia var fem.
I 1843 giftede hun sig med Samuel Gridley Howe (1801-1876), en læge og reformator, der grundlagde Perkins School for blinde i Watertown, Massachusetts.

### Social aktivisme
Howes " Battle Hymn of the Republic", til William Steffes allerede eksisterende musik, blev første gang offentliggjort i Atlantic Monthly i 1862 og blev hurtigt en af de mest populære sange under den amerikanske borgerkrig.
I 1870 var Howe den første til at proklamere Mors Dag, med hendes ”Mother's Day Proclamation” (Mors dags proklamationen).
Efter krigen fokuserede Howe hendes aktiviteter på sagerne om pacifisme og kvinders valgret.
Fra 1872 til 1879, bistod hun Lucy Stone og Henry Brown Blackwell i redigeringen af Woman's Journal.
Fra 1891 til 1909 var hun interesseret i sagen for russisk(e) frihed. Howe støttede den russiske emigrant Stepniak-Kravchinskii og blev medlem af Society of American Friends of Russian Freedom (SAFRF).

### Døden
Howe døde den 17. oktober 1910, i (hendes) sit hjem, Oak Glen i Portsmouth, Rhode Island, i en alder af 91. Hendes død var forårsaget af lungebetændelse. Hun er begravet i Mount Auburn Cemetery i Cambridge, Massachusetts.

## Æresbevisninger
Den 28. januar 1908 blev Howe den første kvinde valgt ind i American Academy of Arts and Letters.
Howe blev optaget posthumt i Songwriters Hall of Fame (Sangskrivere Hall of Fame) i 1970.
Hun var på et amerikansk 15 cent frimærke i 1987.
The Julia Ward Howe School of Excellence i Chicago's Austin er opkaldt efter hende.
Hendes hjem i Rhode Island, Oak Glen, blev tilføjet til det National Register of Historic Places i 1978.